# Valkenswaard
Valkenswaard és un municipi de la província del Brabant del Nord, al sud dels Països Baixos. L'1 de maig de 2010 tenia 30.749 habitants repartits sobre una superfície de 56,44 km² (dels quals 1,47 km² corresponen a aigua). Limita al nord amb Waalre, a l'oest amb Bergeijk, a l'est amb Heeze-Leende i al sud amb Neerpelt (B) i Hamont-Achel (B) 	

## Centres de població
- Borkel en Schaft
- Dommelen
- Valkenswaard

## Ajuntament
El consistori està format per 23 regidors:
- CDA: 5 regidors
- PvdA: 5 regidors
- Valkenswaardse belangen (VB) 4 regidors
- VVD: 3 regidors
- PUUR: 2 regidors
- Dommels Belang: 2 regidors
- H&G: 1 regidor
- GroenLinks: 1 regidor